# Anzegem
Anzegem är en kommun i Belgien.   Den ligger i provinsen Västflandern och regionen Flandern, i den västra delen av landet, 60 kilometer väster om huvudstaden Bryssel. Antalet invånare är 14 325.
Trakten runt Anzegem består till största delen av jordbruksmark. Runt Anzegem är det tätbefolkat, med 331 invånare per kvadratkilometer.